# Bieżyce
Bieżyce (niem. Groß Bösitz, łuż. Běšce) – wieś w Polsce położona w województwie lubuskim, w powiecie krośnieńskim, w gminie Gubin.
W latach 1975–1998 miejscowość administracyjnie należała do województwa zielonogórskiego.
Położone na wschód od Gubina przy drodze łączącej Gubin z Bobrowicami, stanowią praktycznie przedmieście Gubina. Pierwotnie wieś była typową ulicówką, obecnie układem ulicowo rzędowym. Pierwsza wzmianka o Bieżycach pochodzi z dokumentów cesarza Ottona III z 1000 roku. Na przestrzeni wieków wieś zmieniała swoją nazwę: w 1830 - Bezdicz, 1499 - Grossen Besitz, 1542 - Grossbesicz. Majątek należący do Bieżyc został w latach 1880 - 1903 podzielony na małe gospodarstwa chłopskie. Do Bieżyc należała wcześniej też winnica, owczarnia i zniszczony w 1939 roku wskutek pożaru wiatrak na kozłach. Znajdował się tutaj również park z pałacykiem, który istniał do końca wojny. Zaniedbany i zniszczony został rozebrany. W 1996 roku założone zostało Muzeum Gospodarstwa Wiejskiego. Opiekę nad nim sprawują Stowarzyszenie Przyjaciół Ziemi Gubińskiej i Gubińskie Towarzystwo Kultury. Bieżyce liczą około 350 mieszkańców. We wsi znajduje się sklep spożywczy. 
Miejsca warte obejrzenia:
- Folwark z XIX wieku, większa jego część została rozebrana po 1945 roku,
- Remiza strażacka z 1928 roku,
- Muzeum Gospodarstwa Wiejskiego im. P. i A. Dzikowskich[5]